# چنسی (ویرجینیای غربی)
چنسی(به انگلیسی: Chauncey) شهری در ایالت ویرجینیای غربی کشور ایالات متحده آمریکا است که جمعیت آن در سرشماری سال ۲۰۱۰ میلادی، ۲۸۳ نفر بوده‌است.